# Sukhoi Su-1
Sukhoi Su-1 hoặc I-330 (tiếng Nga: Сухой Су-1) là một mẫu thử nghiệm máy bay tiêm kích bay cao của Liên Xô được chế tạo khi chiến tranh thế giới II bắt đầu. Su-3 (I-360) là một phiên bản cải tiến của thiết kế ban đầu.

## Phát triển
Vào năm 1939, Sukhoi nhận nhiệm vụ thiết kế thử nghiệm một mẫu máy bay tiêm kích có thể bay trên độ cao lớn. Kết quả là Su-1, đây là mẫu máy bay một tầng cánh quy ước với khung gỗ và cánh được làm bằng hợp kim nhôm. Buồng lái không được điều áp. Đặc điểm nổi bật của máy bay là một cặp tăng nạp cho chế hòa khí TK-2 được điều khiển bởi khí thoát ra từ động cơ Klimov M-105P. Nguyên mẫu được hoàn thành vào tháng 5-1940. Chuyến bay thử đầu tiên được diễn ra vào ngày 15 tháng 6-1940 với sự điều khiển của A.P. Chernyavsky, nó còn trải qua các cuộc thử nghiệm giới hạn bay đến tháng 4-1941, đạt đến vận tốc 641 km/h (345 knots, 400 mph) trên độ cao 10000 m (32.810 ft). Tuy nhiên, thiết bị tăng nạp cho chế hòa khí tỏ ra không đáng tin cậy và người ta quyết định thay thế bằng Yakovlev Yak-1.

## Suhoi Su-3
Mẫu thứ hai của Su-1 được chế tạo được gọi tên là Su-3, nó được thay đổi một số điểm ở cánh, diện tích cánh giảm xuống còn 17 m² (183 ft²). Nó được hoàn thành vào năm 1941 nhưng không bay. Dự án được hủy bỏ vì những vấn đề với hệ thống tăng áp chế hòa khí TK-2.

## Quốc gia sử dụng
Liên Xô
- Không quân Xô viết

## Thông số kỹ thuật (Su-1)

### Đặc điểm riêng
- Phi đoàn: 1
- Chiều dài: 8.42 m (27 ft 8 in)
- Sải cánh: 11.50 m (37 ft 9 in)
- Chiều cao: 2.71 m (8 ft 11 in)
- Diện tích cánh: 19 m² (205 ft²)
- Trọng lượng rỗng: 2495 kg (5.500 lb)
- Trọng lượng cất cánh: 2875 kg (6.340 lb)
- Trọng lượng cất cánh tối đa: n/a
- Động cơ: 1× Klimov M-105P, 820 kW (1.100 hp)

### Hiệu suất bay
- Vận tốc cực đại: 640 km/h (345 knots, 400 mph) trên 10000 m (32.810 ft)
- Tầm bay: 720 km (390 nm, 445 mi)
- Trần bay: 12500 m (ft)
- Vận tốc lên cao: 10.33 phút lên 10000 m (32.810 ft)
- Lực nâng của cánh: n/a
- Lực đẩy/trọng lượng: n/a

### Vũ khí
- 1x pháo ShVAK 20 mm (0.79 in)
- 2x súng máy ShKAS 7.62 mm (0.30 in)

## Nội dung liên quan

### Máy bay có tính năng tương tự
- Mikoyan-Gurevich MiG-1

### Danh sách máy bay tiếp theo
Sukhoi Su-1 - Sukhoi Su-2 - Sukhoi Su-3 - Sukhoi Su-4 - Sukhoi Su-5 - Sukhoi Su-6 - Sukhoi Su-7 (I)